# イセハラエフエム放送
イセハラエフエム放送株式会社（いせはらエフエムほうそう）は、神奈川県伊勢原市の一部地域を放送区域とする超短波放送（FM放送）をしていた一般放送事業者（現・民間特定地上基幹放送事業者）である。
プリズムステーションもしくはiFM857の愛称でコミュニティ放送をしていた。

## 概要
2001年（平成13年）開局。
番組制作のコンセプトは「わが街の放送は、自らの手で創り送り出す。」
2004年（平成16年）夏から秋口にかけては、地元商工会主催による「大納涼まつり」や伊勢原市の大イベントである「伊勢原観光道灌まつり」において公開生放送を行うなど、積極的にイベント放送を行っていたが、2005年（平成17年）4月の改編から生放送が激減し、公式ウェブサイトやメール機能が一時全く使えない状況が発生した。
2006年（平成18年）3月31日で放送局（現・特定地上基幹放送局）を廃止をすること届け出て、廃局した。（放送業務停止を動議する臨時株主総会の案内状には、その原因として、営業の要職に就いていた一部の社員が退職したことによりコマーシャル契約の解約が相次いだ事が挙げられている。） 
停波を知らせる告知CMは放送されたが特別な番組編成などは何もなく、放送最終日の23時59分頃に社長が「以上をもちまして、イセハラエフエムすべての放送を終了します。長い間ありがとうございました」と2回アナウンスした後、クロージングのコールサインもなく24時に停波した。 
廃局に伴い、イセハラエフエム放送株式会社は9月末に解散した。

## 沿革
- 2000年（平成12年）
  - 7月24日　放送局の予備免許を取得
  - 8月4日　イセハラエフエム放送株式会社設立
- 2001年（平成13年）
  - 1月26日　放送局の免許を取得
  - 1月28日　開局
- 2006年（平成18年）
  - 3月18日　臨時株主総会で事業廃止を決定
  - 3月31日　放送局を廃止
  - 9月30日　イセハラエフエム放送株式会社解散

## 主な番組
- 平日：がんばラジオ857（録音によるワイド番組）/ハッピースマイル857/ほっとイブニング857（生放送）
- 土日：主な生放送なし。

### 2001年11月現在の番組
- GMI-グッドモーニングイセハラ-
- 伊勢原、街の放送局
  - 午前：fresh morning　午後：afternoon break
- さあ、うちに帰ろう!!　トワイライト857
- こちらイセハラFMクラブ
  - BIG WAVE SPORTS
  - Next Generation
  - Mathematics Factory
  - neneのサッカーナイト
  - 演芸名人選
  - ビバカントリー
  - iFMマイハウス
  - ミュージックアラカルト
  - 桜井亜弓のマインドスケッチ
  - 定番テレビっ子大集合
  - AJI-INFORMATION
- Good・Night11ミュージック
- The Music Bunker
  - 劇団桃唄309の出番ですよ
  - FAKE COLLECTOR
  - フリーダムウインド
- Midnight cafe ~the moon light heeling~
- ミッドナイト サン iFM解放区25時
  - endless party@ 電脳くりラズ屋敷
  - おたっきーこすぎいんの今夜は時間旅行
  - 秋野ひとみのクリスタルアイズ
  - 船越由佳のモーニングバード
- 夜は紅 〜ウィークエンドミュージック〜 アン・アニ
- ちぎりのゴリ押しプロジェクト
- ドライビングミュージック 爽やかな朝に
- 今日は!!おでかけですか?
- iFMインイセハラ -イセハラの休日-
  - （土）：Sat.Edition　（日）：Sunday
- ミュージックアラカルト
- iFM 解放区 K-20
  - HIT DISC
  - フレンズAYUとAYAのともだちになろうよ
  - I・i Music Magic 「今夜もParty」魔法でナイト
  - ドクターコジローのコンサートホール
  - サウンドスポット
  - P☆ROCK MANIA
- ブンブンラジオ
- 疲れを癒すひとときを イージーリスニング
- ミッドナイトミュージック

### その他の番組
- 中司雅美のおつきあいくださいまし（2005年）
- とろプロ（とろ美、2005 - 2006年）